# یواس‌اس ال‌سی‌آی (ال)-۳۳۹
یواس‌اس ال‌سی‌آی(ال)-۳۳۹ (به انگلیسی: USS LCI(L)-339) یک کشتی بود که طول آن ۱۵۸ فوت ۵٫۵ اینچ (۴۸٫۲۹۸ متر) بود. این کشتی در سال ۱۹۴۲ ساخته شد.